# Musée des kanjis
Le musée des kanjis (漢字ミュージアム, Kanji myūjiamu), officiellement nommé Japan Kanji Museum & Library (漢検 漢字博物館・図書館, Kanken kanji hakubutsukan toshokan), est un musée situé dans l'arrondissement Higashiyama de Kyoto, au Japon. Ouvert depuis juin 2016, il est entièrement consacré aux caractères chinois qui structurent une partie de la forme écrite de la langue japonaise.

## Localisation
Le musée est situé dans la ville de Kyoto, au Japon. Non loin de l'entrée principale du sanctuaire de Gion, au bout de l'avenue Shijo (quartier de Gion), il occupe une partie des locaux de la fondation qui annonce le kanji de l'année : The Japan Kanji Aptitude Testing Foundation (JKATF).

## Histoire
En avril 2014, la municipalité de Kyoto donne son aval pour la réalisation d'un projet porté par la JKATF. Celle-ci projette de reconvertir une ancienne école de la ville en un musée consacré aux kanjis. Le musée des kanjis est ouvert au public le 29 juin 2016. Mi-mai 2018, il accueille son 200 000e visiteur, un habitant de Nishinomiya (préfecture de Hyōgo).